# Família d'Adeona
La família de Adeona és una família d'asteroides que es va formar a partir del cos progenitor (145) Adeona. El nombre estimat de membres d'aquesta família és de 1.399 asteroides.
Sobre la base d'estudis de simulació, l'edat de la família s'estima en menys de 600 milions d'anys, en comparació amb l'edat típica de les famílies d'asteroides que és entre 1 i 2 bilions d'anys.
Alguns membres d'aquesta família són:
| Nom           | Diàmetre | Semieix major | Inclinació orbital | Excentricitat orbital | Descobriment |
| ------------- | -------- | ------------- | ------------------ | --------------------- | ------------ |
| (145) Adeona  | 151,1 km | 2,673 ua      | 12,63°             | 0,143                 | 1875         |
| (166) Rhodope | 59,9 km  | 2,685 ua      | 12,01°             | 0,213                 | 1876         |
| (997) Priska  | 23,0 km  | 2,672 ua      | 10,485°            | 0,180                 | 1923         |